# Mandasip
Mandasip is een bestuurslaag in het regentschap Padang Lawas Utara van de provincie Noord-Sumatra, Indonesië. Mandasip telt 238 inwoners (volkstelling 2010).